# RX-250-LPN
RX-250 es un cohete sonda indonesio de una sola etapa y propulsado por combustible sólido.
Lanzado 7 veces entre 1987 y 2005, ha realizado misiones de aeronomía e ionosféricas.

## Especificaciones
- Apogeo: 70 km
- Empuje en despegue: 52 kN
- Masa total: 300 kg
- Diámetro: 0,25 m
- Longitud total: 5,3 m